# 启示录中的四骑士

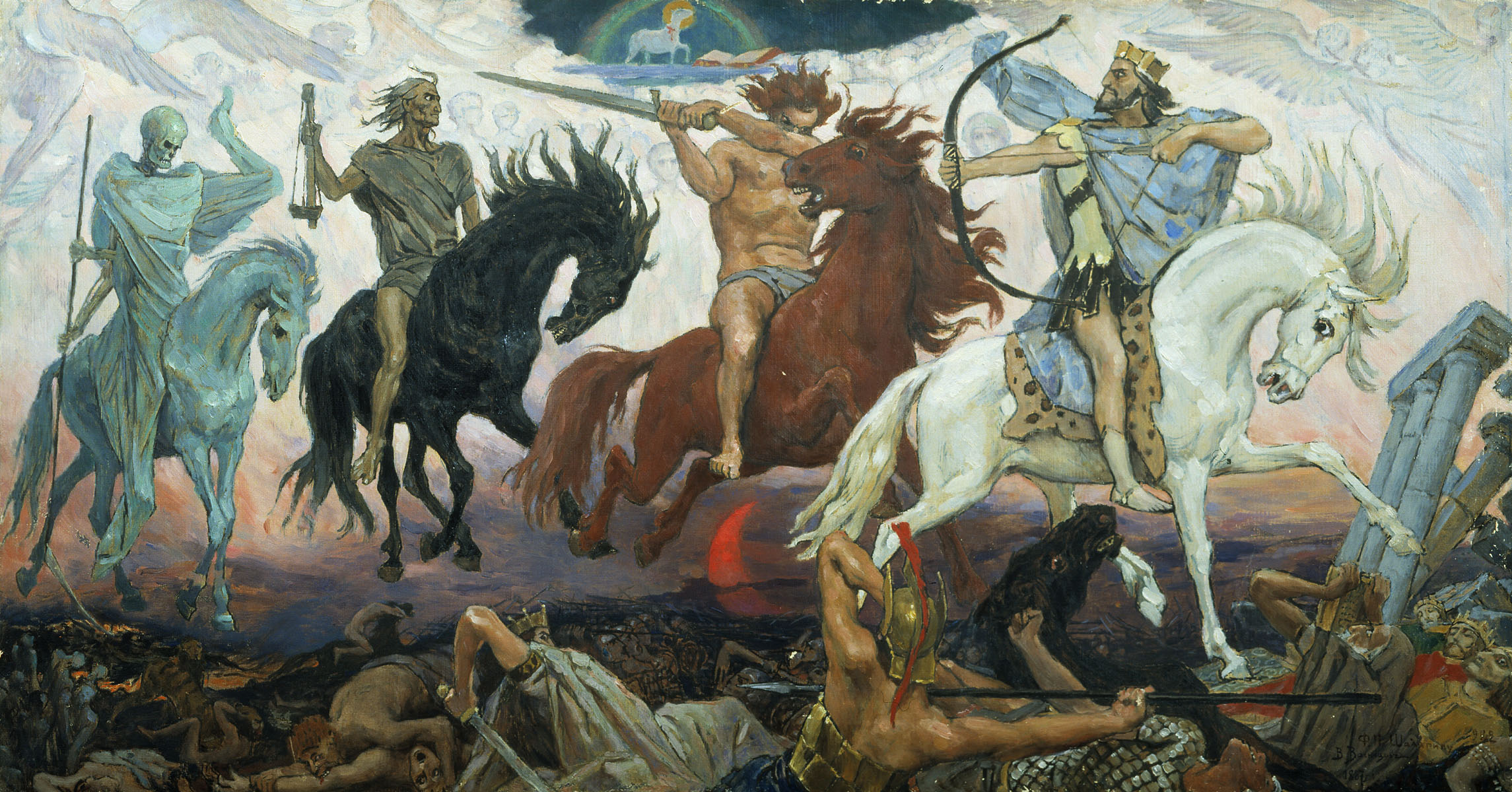
维克托·瓦斯涅佐夫 1887年的画作

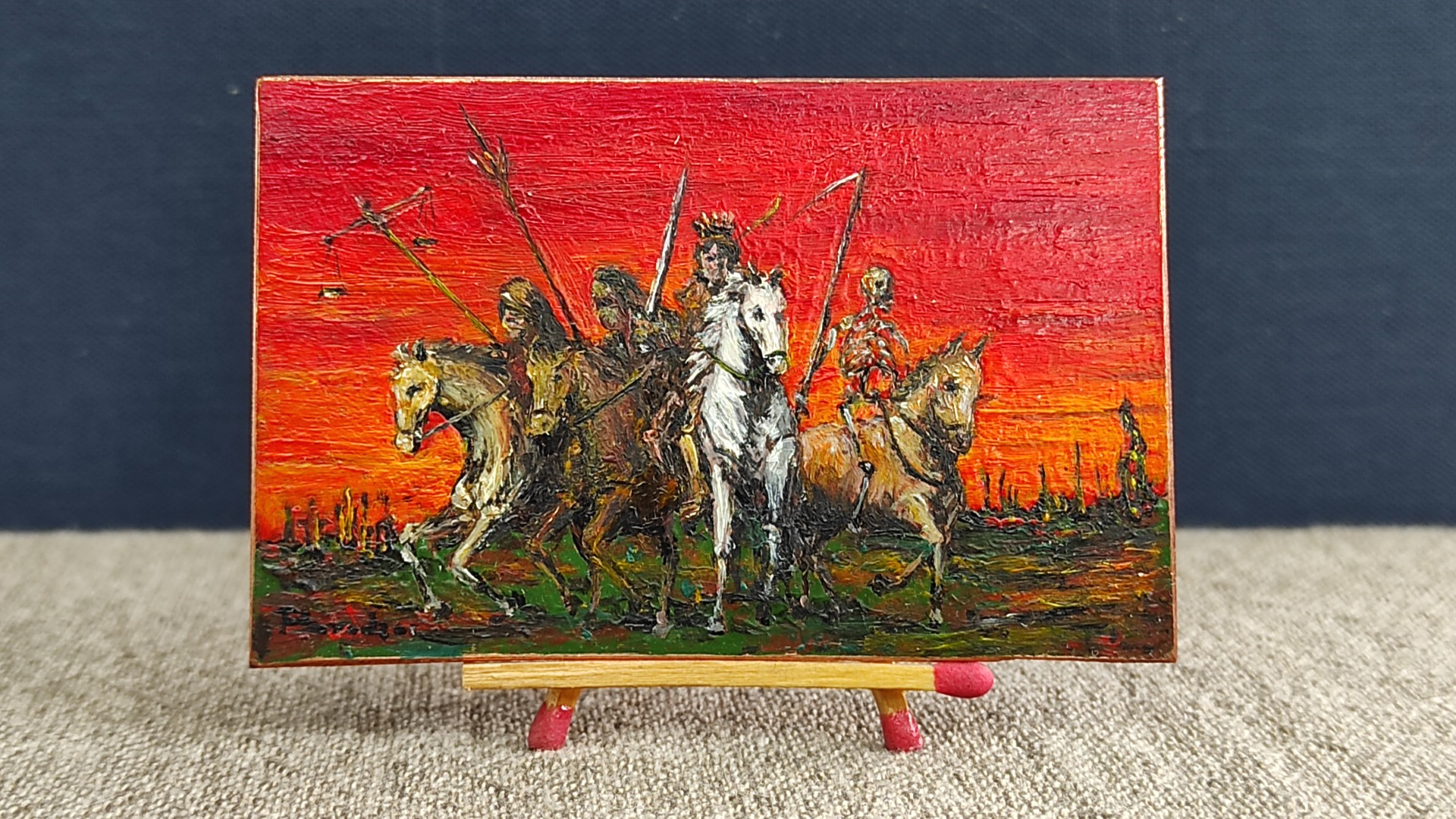
启示录中的四骑士（Quattuor equites apocalyptici），保祿·布羅齊斯 2025年的画作· 尺寸77×50毫米· 亨利克-扬-多米尼亚克微缩模型博物馆。

天启四骑士载于《启示录》第6章，传统上释为瘟疫 Pestilence（或征服 Conquest）、战争 War、饥荒  Famine和死亡Death，尚有争议。

## 四马与骑马者
| 马   | 骑马者   | 能力 | 骑马者的象征                                                                                   | 顺序 |
| ---- | -------- | ---- | ---------------------------------------------------------------------------------------------- | ---- |
| 白马 | 攜帶弓箭 | 瘟疫 | 瘟疫（聖經原文啟6:1-提及的白馬騎士有「冠冕」，「拿著弓」，會「征服敵人」，但並沒有提及瘟疫。） | 第一 |
| 红马 | 攜帶砍刀 | 戰爭 | 战争或迫害                                                                                     | 第二 |
| 黑马 | 攜帶天平 | 飢荒 | 贫困，缺乏食物                                                                                 | 第三 |
| 青马 | 攜帶鐮刀 | 死亡 | 死亡                                                                                           | 第四 |

应当指出，虽然四骑士经常被解释为敌基督，但是在《启示录》中可能并非如此。

### 红马
就另有一匹马出来，是红的。有权柄给了那骑马的，可以从地上夺去太平，使人彼此相杀。又有一把大刀赐给他。

### 黑马
第三位骑马者骑在黑马上，解释为饥荒，與貿易。第三匹马的黑色可视为饥荒的化身。

### 青马
第四位骑马者骑在青马上，叫做死亡。儘管他眾所週知地經常被表現為一個持鐮刀的形象，在聖經原文中卻並沒有提及。

### 可供选择的解释
另一种解释认为第一位骑马者象征死亡或異象，第二位骑马者象征戰爭，第三、第四位象征饥荒和死亡，不过这种解释通常被认为有缺陷。

## 撒迦利亚书中的四马
《撒迦利亚书》第6章第1-8节也提到了四辆马车，原文如下：
|                              | 1. 我又举目观看，见有四辆车从两山中间出来；那两山是铜山。 2. 第一辆车套着红马，第二辆车套着黑马， 3. 第三辆车套着白马，第四辆车套着有斑点的壮马。 4. 我就问与我说话的天使说，我主阿，这些是甚么意思？ 5. 天使回答我说，这些是天的四风，是在全地的主面前侍立而从那里出来的。 6. 套着黑马的车出来，往北方之地去，白马随后出来；有斑点的马出来，往南方之地去。 7. 壮马出来，想要在地上巡行。祂说，你们只管在地上巡行；牠们就在地上巡行。 8. 祂又呼叫我，对我说，看哪，这些出来往北方之地去的，已在北方之地使我的灵得了安息。 |
| ——《撒迦利亚书》第6章第1-8节 | |

## 第五个骑马者
《启示录》第19章第11-16节记载耶穌要求父賜的另外一位「保惠師」，骑着一匹白马，戴着王冠（并非荆棘王冠）：
|                             | 看见天开了，并且看哪，有一匹白马，骑在马上的，称为忠信真实，祂审判、争战都凭着公义。 祂的眼睛如火焰，头上戴着许多冠冕，又有写着的名字，除了祂自己没有人晓得。 祂穿着蘸过血的衣服，祂的名称为神的话。 在天上的众军，骑着白马，穿着细麻衣，又白又洁，跟随着祂。 有利剑从祂口中出来，可以用以击杀列国；祂必用铁杖辖管他们，并要踹全能神烈怒的酒醡。 在祂衣服和大腿上，有名字写着：万王之王，万主之主。 |
| ——《启示录》第19章第11-16节 | |

## 流行文化中
- 在尼爾·蓋曼與泰瑞·普萊契合著的小說《好預兆》有出現，但其中的「瘟疫」被「汙染」取代。
- 美國重金屬樂團金屬製品，1983年發行的專輯「Kill 'em All」中收錄的單曲「The Four Horseman」，即以此做為題材。
- 在電影《X戰警：天啟》中，反派天啟帶領着他的四骑士，而四骑士正是以啟示錄中的四騎士為名。
- 日本漫画家铃木央创作的少年漫画《七大罪》續集漫画《默示錄的四騎士》有戏仿借鉴的地方。
- 日本漫畫鋼彈系列的數部外傳作品中，有四台被冠以天啟四騎的RX-80機體。
- 日本漫畫《鏈鋸人》中，四名分別以支配、戰爭、飢餓、死亡為名的惡魔姊妹。